# Taryn Kloth
Taryn Kloth (Sioux Falls, 10 de abril de 1997) é uma jogadora de voleibol de praia estadunidense.

## Carreira
Ela é filha de Mike e Janna Kloth, também considera como pais Tracy e Tricia Smith, logo descobriu sua paixão pelo voleibol, desde a época que cursava o ensino médio no O'Gorman High School, onde competia no voleibol indoor, na posição de ponteira, já competia no Campeonato Classe AA de 2012, representando Knights também em 2013 sendo indicada ao Prêmio Gatorade de Melhor Jogadora do Ano, mas, foi premiada na temporada de 2014, quando ajudou a conquistar o campeonato estadual Classe AA, na temporada registrou 558 pontos de ataques e 314 recuperações, com 90 pontos de bloqueios, com desempenho elogiado pela técnica do time, Julie Kolbeck, também por sua postura em sala de aula e em trabalhos voluntários. A partir de 2015 estava acertada para atuar pelo Bluejays na Creighton University em Omaha. e neste permaneceu até 2018, campeã do Campeonato da NCAA na Big East Conference, décimo terceiro no Campeonato AVCA, quando foi jogar vôlei de praia na Universidade do Estado da Luisiana (LSU) a partir de 2019 formando dupla com Maddie Ligon , também com Megan Davenport e Kelli Agnew
Em 2020, representou a LSU ao lado de Natalie Martin e Kelli Agnew.Em 2021, formou dupla com Kristen Nuss, conquistaram o vice-campeonato do Campeonato da Coastal Collegiate Sports Association, quarto lugar no Campeonato da NCAA , além do título de Atlanta, e o terceiro lugar em Chicago, ambas pelo Circuito da AVP, e juntas venceram outras 36 partidas no Campeonato da NCAA, elevando-a a um total de 139 vitórias na competição universitária americana, sendo as mais vitoriosas até então e são eleitas a Dupla do Ano pela AVCA
Na temporada de 2022, venceu com Kristen Nuss as etapas de Chicago e Austin, sendo vice-campeãs em Nova Orleans, estas pelo Circuito da AVP, sendo premiada com a dupla do ano e escolhidas como a dupla do ano pela VolleyballMag, e estrearam no Circuito Mundial no Future de Coolangatta e já foram campeãs, terminando em nono no Challenge de Itapema, depois, foram campeãs do Challenge de Kuşadası, e obtiveram a quinta posição nos eventos Elite 16 em Jūrmala, Gstaad, Paris e Cidade do Cabo, e ainda terminaram em quarto lugar em Torquay e quinto lugar no Finals Beach Pro Tour de Doha.Permanceram juntas para o período de 2023, terminando em quinto lugar no Elite 16 de Doha, Ostrava e Montreal, conquistaram o título do Challenge de La Paz (México), nono lugar no Elite 16 em Tepic, venceram o Elite 16 de Uberlândia, bronze no de Gstaad vice-campeãs em Hamburgo e Paris, foram medalhistas de bronze no Campeonato Mundial em  Tlaxcala de Xicohténcatl, Apizaco e Huamantla.

## Títulos e resultados
- Elite 16 de Gstaad do Circuito Mundial de 2024
- Elite 16 de Uberlândia do Circuito Mundial de 2023
- Challenge de La Paz (México) do Circuito Mundial de 2023
- Challenge de Kuşadası do Circuito Mundial de 2022
- Future de Coolangatta do Circuito Mundial de 2022
- Elite 16 de Paris do Circuito Mundial de 2023
- Elite 16 de Hamburgo do Circuito Mundial de 2023
- Elite 16 de Gstaad do Circuito Mundial de 2023
- Elite 16 de João Pessoa do Circuito Mundial de 2023
- Elite 16 de Torquay do Circuito Mundial de 2022
- Etapa de Austin do Circuito da AVP de 2022
- Etapa de Chicago do Circuito da AVP de 2022
- Etapa de Atlanta do Circuito da AVP de 2021
- Etapa de Chicago do Circuito da AVP de 2021
- Campeonato Universitário CCSA de 2021

## Premiações individuais
- Dupla do ano de 2022 do Circuito da AVP